# Bez tajemnic (sezon 1)
Pierwszy sezon polskiego serialu telewizyjnego Bez tajemnic zadebiutował 17 października 2011, natomiast został zakończony 16 grudnia 2011. Składa się on z 45 odcinków trwających ok. 25 minut. Jego emisja na HBO Polska miała miejsce od poniedziałku do piątku o godz. 20:10.

## Obsada

### Główna
- Jerzy Radziwiłowicz jako Andrzej Wolski
- Anna Radwan jako Beata Wolska (15 odcinków)
- Małgorzata Bela jako Weronika Kasprzyk (8 odcinków)
- Marcin Dorociński jako Szymon Kowalczyk (9 odcinków)
- Aleksandra Kusio jako Zosia Werner (9 odcinków)
- Łukasz Simlat jako Jacek Skotnicki (8 odcinków)
- Ilona Ostrowska jako Anita Skotnicka (8 odcinków)
- Krystyna Janda jako Barbara Lewicka-Lukas (9 odcinków)

### Epizodyczna
- Julia Rosnowska jako Hania (4 odcinki)
- Jerzy Kamas jako Bogdan Kowalczyk (2 odcinki)
- Urszula Grabowska jako Magda Werner (2 odcinki)
- Jakub Jankiewicz jako Maks (2 odcinki)
- Andrzej Chyra jako Tomasz Werner (1 odcinek)
- Eryk Cichowicz jako Damian Kowalczyk (1 odcinek)
- Magdalena Czerwińska jako Iwona Kowalczyk (1 odcinek)
- Ireneusz Czop jako Daniel Nowak (1 odcinek)
- Mariusz Drężek jako Marcin (1 odcinek)
- Mateusz Kościukiewicz jako Janek (1 odcinek)

## Fabuła
Pierwszy sezon serialu „Bez tajemnic” opowiada o spotkaniach doświadczonego pięćdziesięciokilkuletniego psychoterapeuty, który od poniedziałku do czwartku odbywa sesje ze swoimi pacjentami: lekarką Weroniką (Małgorzata Bela), komandosem Szymonem (Marcin Dorociński), nastolatką z myślami samobójczymi Zosią (Aleksandra Kusio), skłóconym małżeństwem (Ilona Ostrowska, Łukasz Simlat), a w piątek – sam siada na fotelu pacjenta u swojej dawnej przyjaciółki i emerytowanej terapeutki Barbary Lewickiej (Krystyna Janda), z którą próbuje rozwiązać własne problemy osobiste.

## Odcinki
| Zestawienie odcinków sezonu 1 | Zestawienie odcinków sezonu 1 | Zestawienie odcinków sezonu 1 | Zestawienie odcinków sezonu 1 | Zestawienie odcinków sezonu 1 | Zestawienie odcinków sezonu 1 |
|                               | Poniedziałek                  | Wtorek                        | Środa                         | Czwartek                      | Piątek                        |
| Weronika                      | Szymon                        | Zosia                         | Jacek i Anita                 | Barbara                       |                               |
| ----------------------------- | ----------------------------- | ----------------------------- | ----------------------------- | ----------------------------- | ----------------------------- |
| Tydzień 1                     | 1                             | 2                             | 3                             | 4                             | 5                             |
| Tydzień 2                     | 6                             | 7                             | 8                             | 9                             | 10                            |
| Tydzień 3                     | 11                            | 12                            | 13                            | 14                            | 15                            |
| Tydzień 4                     | 16                            | 17                            | 18                            | 19                            | 20                            |
| Tydzień 5                     | 21                            | 22                            | 23                            | 24                            | 25                            |
| Tydzień 6                     | 26                            | 27                            | 28                            | 29                            | 30                            |
| Tydzień 7                     | 31                            | 32                            | 33                            | 34                            | 35                            |
| Tydzień 8                     | 36                            | 37                            | 38                            | 39                            | 40                            |
| Tydzień 9                     | 44                            | 42                            | 41                            | 43                            | 45                            |

| № | #  | Tytuł         | Podtytuł              | Reżyseria     | Scenarzysta           | Data premiery (HBO)  |
| --- | -- | ------------- | --------------------- | ------------- | --------------------- | -------------------- |
| 1 | 1  | Weronika      | poniedziałek \| 9:00  | Jacek Borcuch | Ewa Popiołek          | 17 października 2011 |
| Młoda i atrakcyjna lekarka (Małgorzata Bela) opowiada Andrzejowi o swojej kłótni z partnerem i spontanicznym kontakcie seksualnym z nieznajomym mężczyzną.                                   |    |               |                       |               |                       |                      |
| 2 | 2  | Szymon        | wtorek \| 10:00       | Jacek Borcuch | Marek Kreutz          | 18 października 2011 |
| Komandos (Marcin Dorociński) sprawdza kwalifikacje Andrzeja, opowiadając o swoim udziale w incydencie w Nangar Khel, który to sprowadził go na terapię.                                      |    |               |                       |               |                       |                      |
| 3 | 3  | Zosia         | środa \| 8:00         | Jacek Borcuch | Joanna Pawluśkiewicz  | 19 października 2011 |
| Obiecująca młoda skrzypaczka (Aleksandra Kusio) zostaje skierowana do Wolskiego, by ten wydał opinię na temat jej niedawnego, budzącego wątpliwości wypadku samochodowego.                   |    |               |                       |               |                       |                      |
| 4 | 4  | Anita i Jacek | czwartek \| 17:00     | Jacek Borcuch | Maria Wojtyszko       | 20 października 2011 |
| Skłócone małżeństwo (Łukasz Simlat, Ilona Ostrowska) przypiera Andrzeja do muru, chcąc poznać jego opinię na temat dokonania aborcji.                                                        |    |               |                       |               |                       |                      |
| 5 | 5  | Barbara       | piątek \| 20:00       | Jacek Borcuch | Przemysław Nowakowski | 21 października 2011 |
| Zmartwiony swoim brakiem cierpliwości do pacjentów, Andrzej po raz pierwszy od dziesięciu lat spotyka się ze swoją superwizorką (Krystyna Janda).                                            |    |               |                       |               |                       |                      |
| 6 | 6  | Weronika      | poniedziałek \| 9:00  | Anna Kazejak  | Ewa Popiołek          | 24 października 2011 |
| Weronika szokuje Andrzeja informacjami na temat jej chłopaka. |    |               |                       |               |                       |                      |
| 7 | 7  | Szymon        | wtorek \| 10:00       | Anna Kazejak  | Marek Kreutz          | 25 października 2011 |
| Szymon opowiada terapeucie o swojej misji w Afganistanie i o problemach z żoną. |    |               |                       |               |                       |                      |
| 8 | 8  | Zosia         | środa \| 8:00         | Anna Kazejak  | Joanna Pawluśkiewicz  | 26 października 2011 |
| Zosia zwierza się Andrzejowi ze swoich przemyśleń na temat rówieśników i rodziców, a on odczytuje jej początek opinii.                                                                       |    |               |                       |               |                       |                      |
| 9 | 9  | Anita i Jacek | czwartek \| 17:00     | Anna Kazejak  | Maria Wojtyszko       | 27 października 2011 |
| Nagłe zakończenie się sesji Anity i Jacka prowadzi do dyskusji Andrzeja ze swoją żoną Beatą (Anna Radwan) na temat kondycji ich związku.                                                     |    |               |                       |               |                       |                      |
| 10 | 10 | Barbara       | piątek \| 20:00       | Anna Kazejak  | Przemysław Nowakowski | 28 października 2011 |
| Traumatyczne przeżycia Andrzeja prowadzą do odrzucenia sugestii Barbary i stawiają ją w stan obrony przed jego atakami.                                                                      |    |               |                       |               |                       |                      |
| 11 | 11 | Weronika      | poniedziałek \| 9:00  | Jacek Borcuch | Ewa Popiołek          | 31 października 2011 |
| Po spóźnieniu się Weroniki na sesję, Andrzej porusza temat, czy terapia jej pomaga. |    |               |                       |               |                       |                      |
| 12 | 12 | Szymon        | wtorek \| 10:00       | Jacek Borcuch | Marek Kreutz          | 1 listopada 2011     |
| Szymon opowiada o swoim spotkaniu z inną pacjentką Andrzeja. Wolski zauważa podobieństwa między Szymonem a jego ojcem, Bogdanem.                                                             |    |               |                       |               |                       |                      |
| 13 | 13 | Zosia         | środa \| 8:00         | Jacek Borcuch | Joanna Pawluśkiewicz  | 2 listopada 2011     |
| Andrzej bada okoliczności sprzyjające rozstaniu się rodziców Zosi i jej relację z nauczycielem.                                                                                              |    |               |                       |               |                       |                      |
| 14 | 14 | Anita i Jacek | czwartek \| 17:00     | Jacek Borcuch | Maria Wojtyszko       | 3 listopada 2011     |
| Anita reagując na poronienie w dziwaczny sposób, wznieca tylko podejrzenia Jacka. |    |               |                       |               |                       |                      |
| 15 | 15 | Barbara       | piątek \| 20:00       | Jacek Borcuch | Przemysław Nowakowski | 4 listopada 2011     |
| Barbara bada, co tak naprawdę łączy Weronikę i Andrzeja. |    |               |                       |               |                       |                      |
| 16 | 16 | Weronika      | poniedziałek \| 9:00  | Anna Kazejak  | Ewa Popiołek          | 7 listopada 2011     |
| Ku skrępowaniu Andrzeja, Weronika w intymnych szczegółach opowiada o relacji z Szymonem. |    |               |                       |               |                       |                      |
| 17 | 17 | Szymon        | wtorek \| 10:00       | Anna Kazejak  | Marek Kreutz          | 8 listopada 2011     |
| Szymon opisuje swoje ostatnie spotkanie z Weroniką i dzieli się wątpliwościami o słuszności kontynuowania terapii.                                                                           |    |               |                       |               |                       |                      |
| 18 | 18 | Zosia         | środa \| 8:00         | Anna Kazejak  | Joanna Pawluśkiewicz  | 9 listopada 2011     |
| Zmęczona po całonocnej imprezie Zosia opowiada o wydarzeniach poprzedzających wypadek. |    |               |                       |               |                       |                      |
| 19 | 19 | Anita i Jacek | czwartek \| 17:00     | Anna Kazejak  | Maria Wojtyszko       | 10 listopada 2011    |
| Andrzej stara się dowiedzieć, co doprowadziło do zaostrzenia się konfliktu w małżeństwie Anity i Jacka.                                                                                      |    |               |                       |               |                       |                      |
| 20 | 20 | Barbara       | piątek \| 20:00       | Jacek Borcuch | Przemysław Nowakowski | 11 listopada 2011    |
| Andrzej i Barbara jątrzą stare rany dyskutując o granicach między pacjentem a terapeutą. |    |               |                       |               |                       |                      |
| 21 | 21 | Weronika      | poniedziałek \| 9:00  | Jacek Borcuch | Ewa Popiołek          | 14 listopada 2011    |
| Weronika opowiada o swoim kontakcie ze starszym mężczyzną w młodości. |    |               |                       |               |                       |                      |
| 22 | 22 | Szymon        | wtorek \| 10:00       | Jacek Borcuch | Marek Kreutz          | 15 listopada 2011    |
| Wiedza Szymona na temat intymnych szczegółów życia Andrzeja, prowadzi go na skraj wytrzymałości                                                                                              |    |               |                       |               |                       |                      |
| 23 | 23 | Zosia         | środa \| 8:00         | Jacek Borcuch | Joanna Pawluśkiewicz  | 16 listopada 2011    |
| Na terapię Zosi przychodzi jej matka (Urszula Grabowska). Andrzej widzi niechęć i złość nastolatki do swojej matki.                                                                          |    |               |                       |               |                       |                      |
| 24 | 24 | Anita i Jacek | czwartek \| 17:00     | Jacek Borcuch | Maria Wojtyszko       | 17 listopada 2011    |
| Dramatyczne wydarzenia z poprzedniego tygodnia stają się asumptem do trudnej decyzji Anity i emocjonalne przyznanie się do winy przez Jacka.                                                 |    |               |                       |               |                       |                      |
| 25 | 25 | Barbara       | piątek \| 20:00       | Anna Kazejak  | Przemysław Nowakowski | 18 listopada 2011    |
| Beata bierze udział w terapii u Barbary, by dowiedzieć się, gdzie rozpoczął się rozpad ich małżeństwa.                                                                                       |    |               |                       |               |                       |                      |
| 26 | 26 | Weronika      | poniedziałek \| 9:00  | Anna Kazejak  | Ewa Popiołek          | 21 listopada 2011    |
| Andrzej rozmawia z Weroniką na temat jej dzieciństwa i ojca. |    |               |                       |               |                       |                      |
| 27 | 27 | Szymon        | wtorek \| 10:00       | Jacek Borcuch | Marek Kreutz          | 22 listopada 2011    |
| Andrzej przeprasza Szymona i próbuje rozszyfrować jego sen. |    |               |                       |               |                       |                      |
| 28 | 28 | Zosia         | środa \| 8:00         | Jacek Borcuch | Joanna Pawluśkiewicz  | 23 listopada 2011    |
| Andrzej gasi entuzjazm Zosi przyciskając, by zmierzyła się z ukrytą nienawiścią wobec ojca.                                                                                                  |    |               |                       |               |                       |                      |
| 29 | 29 | Anita i Jacek | czwartek \| 17:00     | Anna Kazejak  | Maria Wojtyszko       | 24 listopada 2011    |
| Anita rozważa odejście od Jacka mając własną alternatywę. Andrzej stara się odwieść ją od tego pomysłu.                                                                                      |    |               |                       |               |                       |                      |
| 30 | 30 | Barbara       | piątek \| 20:00       | Jacek Borcuch | Przemysław Nowakowski | 25 listopada 2011    |
| Niepokój wobec Hani, córki Wolskich staje się pretekstem do rozmowy na temat roli Weroniki i Beaty w życiu Andrzeja.                                                                         |    |               |                       |               |                       |                      |
| 31 | 31 |               | poniedziałek \| 9:00  | Anna Kazejak  | Ewa Popiołek          | 28 listopada 2011    |
| Po zakończonej sesji Weroniki pojawia się sposobność do rozmowy Wolskiego z córką Hanią i synem Jankiem.                                                                                     |    |               |                       |               |                       |                      |
| 32 | 32 | Szymon        | wtorek \| 10:00       | Anna Kazejak  | Marek Kreutz          | 29 listopada 2011    |
| Szymon utrzymuje, że jest gotowy na zobowiązania w wojsku i małżeństwie, które na niego czekają. Andrzej nie podziela jego zdania.                                                           |    |               |                       |               |                       |                      |
| 33 | 33 | Zosia         | środa \| 8:00         | Anna Kazejak  | Joanna Pawluśkiewicz  | 30 listopada 2011    |
| Zosia próbuje przekonać Andrzeja o swojej wyjątkowej relacji z ojcem. |    |               |                       |               |                       |                      |
| 34 | 34 | Anita i Jacek | czwartek \| 17:00     | Anna Kazejak  | Maria Wojtyszko       | 1 grudnia 2011       |
| Anita opowiada o wydarzeniach z jej dzieciństwa, które odcisnęły piętno na jej psychice. |    |               |                       |               |                       |                      |
| 35 | 35 | Barbara       | piątek \| 20:00       | Anna Kazejak  | Przemysław Nowakowski | 2 grudnia 2011       |
| Na wieść o sekretach Beaty i Hani, Andrzej obrusza się, ale jest zaskoczony rezultatem przymusowej psychodramy postulowanej przez Barbarę i Beatę.                                           |    |               |                       |               |                       |                      |
| 36 | 36 |               | poniedziałek \| 10:00 | Anna Kazejak  | Marek Kreutz          | 5 grudnia 2011       |
| Pogrzeb Szymona staje się okazją do rozmowy Weroniki i Andrzeja na temat jego rodziców. Andrzej obwinia swojego ojca o przedwczesną śmierć matki.                                            |    |               |                       |               |                       |                      |
| 37 | 37 |               | wtorek \| 10:00       | Jacek Borcuch | Marek Kreutz          | 6 grudnia 2011       |
| Ojciec Szymona, Bogdan (Jerzy Kamas) składa Andrzejowi niezapowiedzianą wizytę. Stara się skłonić terapeutę do wyjawienia tego, co mówił Szymon w trakcie terapii.                           |    |               |                       |               |                       |                      |
| 38 | 38 | Zosia         | środa \| 8:00         | Jacek Borcuch | Joanna Pawluśkiewicz  | 7 grudnia 2011       |
| Zosia przestaje apoteozować swojego ojca i zaczyna inaczej patrzeć na swoją matkę. |    |               |                       |               |                       |                      |
| 39 | 39 | Anita i Jacek | czwartek \| 17:00     | Anna Kazejak  | Maria Wojtyszko       | 8 grudnia 2011       |
| Wyjazd Anity do Krakowa daje Jackowi możliwość rozmowy na temat jego rodziców. |    |               |                       |               |                       |                      |
| 40 | 40 | Barbara       | piątek \| 20:00       | Anna Kazejak  | Przemysław Nowakowski | 9 grudnia 2011       |
| Po zaprzestaniu spotkań u Barbary przez Beatę, Andrzej żali się na brak rezultatów terapii u swoich pacjentów, co staje się przyczyną niespodziewanej reakcji ze strony swojej superwizorki. |    |               |                       |               |                       |                      |
| 41 | 41 | Zosia         | poniedziałek \| 8:00  | Jacek Borcuch | Joanna Pawluśkiewicz  | 12 grudnia 2011      |
| Na terapii Zosi pojawia się jej ojciec Tomasz (Andrzej Chyra). Andrzej nie jest tym zachwycony.                                                                                              |    |               |                       |               |                       |                      |
| 42 | 42 |               | wtorek \| 10:00       | Anna Kazejak  | Ewa Popiołek          | 13 grudnia 2011      |
| Andrzej odwołuje swoje wtorkowe sesje, dzięki czemu ma czas porozmawiać z Beatą i Hanią, lecz ta rozmowa szybko przeradza się w kłótnię.                                                     |    |               |                       |               |                       |                      |
| 43 | 43 | Anita i Jacek | środa \| 17:00        | Anna Kazejak  | Maria Wojtyszko       | 14 grudnia 2011      |
| Anita i Jacek wiedzą, jak będzie wyglądała przyszłość ich związku. |    |               |                       |               |                       |                      |
| 44 | 44 | Weronika      | czwartek \| 20:00     | Jacek Borcuch | Ewa Popiołek          | 15 grudnia 2011      |
| Andrzej po nieudanych próbach skontaktowania się z Weroniką, odwiedza ją w jej domu. |    |               |                       |               |                       |                      |
| 45 | 45 | Barbara       | piątek \| 8:00        | Anna Kazejak  | Przemysław Nowakowski | 16 grudnia 2011      |
| Andrzej opowiada o spotkaniu z Weroniką, a także dokonuje z Barbarą bilansu rezultatów terapii.                                                                                              |    |               |                       |               |                       |                      |

## Odbiór
Pierwszy sezon otrzymał mieszane i pozytywne recenzje krytyków. Krzysztof Kwiatkowski z Newsweeka napisał o nim „choć nierówny, przypomina, ile napięcia może kryć się w rozmowie dwojga ludzi”. Artur Cichmiński ze Stopklatki chwalił serial pisząc „Simlat z Ostrowską aż kipią, gotują się w jakimś irracjonalnym, egoistycznym klinczu. Radziwiłowicz im sekunduje i jest bliski przekroczenia granicy etyki zawodowej. Dobry dialog, perfekcyjne rozegranie napięcia, postawienie akcentu tam gdzie akurat on tego wymaga. [...] Mądra i niekonwencjonalna rzecz, jakiej w polskich realiach jeszcze nie doświadczyliśmy. [...] Nic tylko oglądać.”.